# Slonim
Slonim (em bielorrusso:  Сло́нім; em polonês/polaco:  Słonim; em iídiche סלאנים) é uma cidade bielorrussa localizada na Voblast de Viciebsk.